# أولاد موسى (ولاية بومرداس)
أولاد موسى هي بلدة وبلدية في ولاية بومرداس، الجزائر. بلغ عدد سكانها حسب تعداد عام 2008 ما يقارب 40692 نسمة.

## مواضيع ذات صلة
- بلديات ولاية بومرداس
- دوائر ولاية بومرداس